# 車輪配置 2-8-4

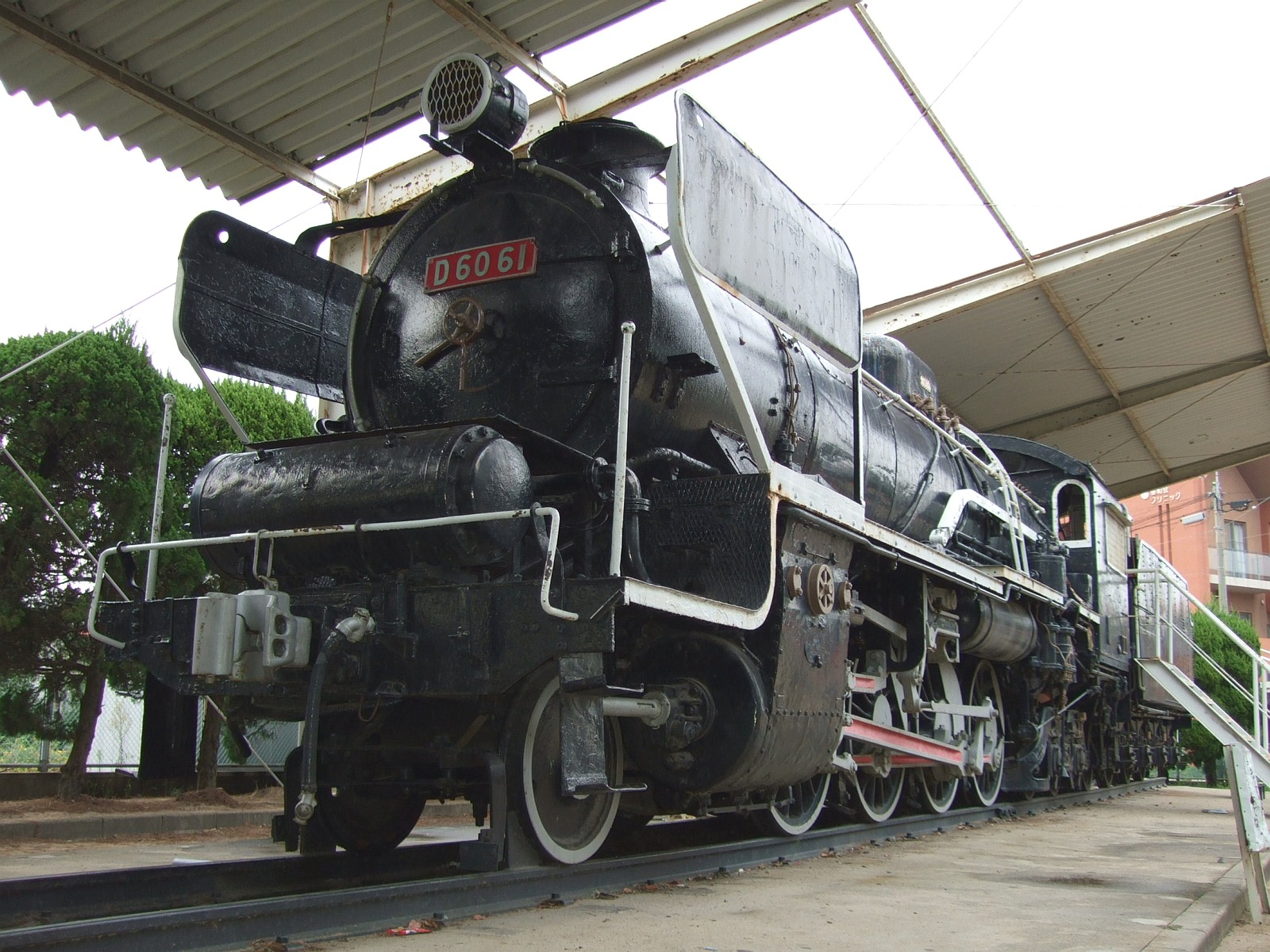
門鉄式除煙板を備える筑豊本線で使用されたD60 61

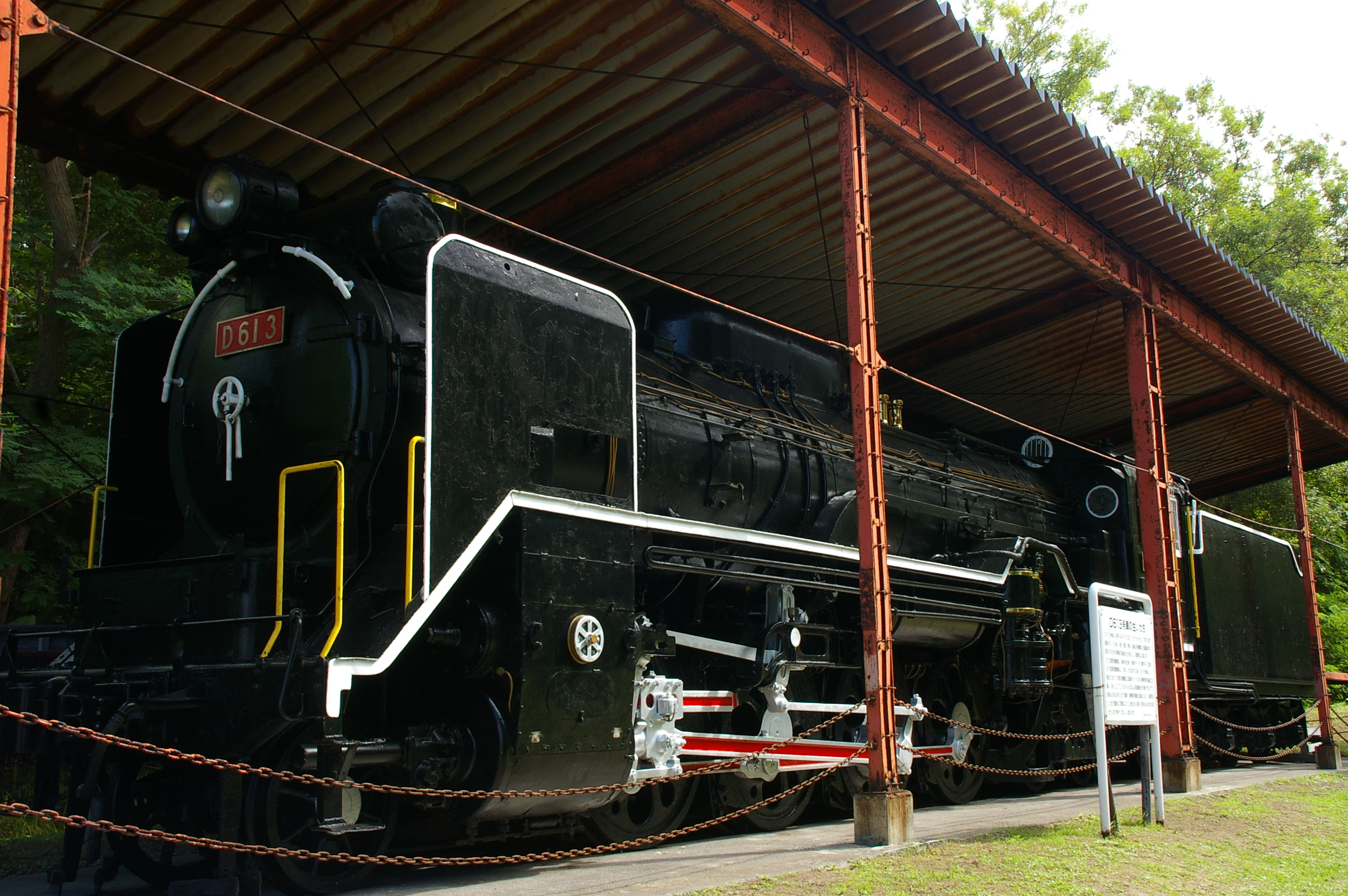
国鉄D61形蒸気機関車

車輪配置 2-8-4 (しゃりんはいち2-8-4、ホワイト式分類)は1軸先輪・4軸動輪・2軸従輪で構成されるものをさす。アメリカ式分類での愛称はバークシャー(Berkshire)、カナワ (Kanawha)。なお、満鉄では計画のみだが「大陸」型とされ「リク」という略称を用いていた

## 概要
2-8-4という車輪配置は1924年にライマ・ロコモティブ・ワークスが開発した機関車が起源である。
2軸従台車自体はこれ以前にも存在したが、いずれも低質の燃料で並の出力を出すためのものだったのに対し、ライマは「スーパーパワー」と呼ばれる大出力を出すために大型の火室を取りつけ（無論、機械による投炭前提。）、ボイラー自体がこれまでと同サイズでも蒸発能力を上げ、高速時に長時間高出力を維持できるようになった。
また上記の理由で長時間加速が可能なため、加速力目的の機関車に使われるケースもあり、1938年、ベルリン - ワルシャワ間597kmでノルウェー製の49形（2-8-4、最高速度100km/h）と01形（4-6-2、最高速度130km/h）を比較テストした際、最高速が低くても加速で優った前者が22分早く着いたという記録が残っている。
日本ではこれとはやや異なり、戦後、2-8-2（ミカド）であるD50形、D51形、D52形の従台車を交換し、低規格の路線で幹線の大型機を走行できるように改造したD60形、D61形、D62形がある。

## 各国の車輪配置 2-8-4の機関車
アメリカ
ニッケル・プレート鉄道765号蒸気機関車
日本
国鉄D60形蒸気機関車
国鉄D61形蒸気機関車
国鉄D62形蒸気機関車